# 秃华椴
秃华椴（学名：Tilia chinensis var. investita）为椴树科椴树属下的一个变种。

## 扩展阅读
- 維基物種上的相關：秃华椴